# Turbanlilja
Turbanlilja (Lilium chalcedonicum) är en art i familjen liljeväxter. Den förekommer i västra Grekland. Arten odlas ibland som trädgårdsväxt i Sverige.
Turbanlilja är en flerårig ört med lök och blir 80–200 cm. Löken är ca 6 cm i diameter, äggrund till klotrund och har gulaktiga lökfjäll. Bladen är strödda, smalt lansettlika, utstående från stjälken på nedre delen av stammen, de övre bladen är kortare och tryckta mot stjälken, som tegelpannor. Blommorna är ensamma, eller sitter upp till 10 i en klase. De är nickande. Hyllebladen är tjocka, glänsande, starkt tillbakarullade, djupt mandarinröda till brunröda, endast i undantagsfall med svarta prickar. Arten blommar i juli–augusti.
De sydliga populationerna är mer högväxta, har glesare blad och färre blommor. Dessa urskiljs ibland som underarten subsp. heldreichii.

## Hybrider
Hybriden med madonnalilja (L. candidum) har fått namnet isabell-lilja (L. ×testaceum).

## Synonymer
- Lilium byzantinum Duch.

- Lilium carniolicum Heldr. ex Freyn

- Lilium chalcedonicum subsp. heldreichii (Freyn) K.Richt.

- Lilium chalcedonicum var. maculatum Constable

- Lilium heldreichii Freyn

- Lilium miniatum Salisb.